# Antanas Guoga
Antanas Guoga, znany również jako Tony G (ur. 17 grudnia 1973 w Kownie) – litewski przedsiębiorca i filantrop, a także profesjonalny pokerzysta. Deputowany do Parlamentu Europejskiego VIII kadencji, poseł na Sejm Republiki Litewskiej.

## Życiorys
Urodził się na Litwie, w dzieciństwie był mistrzem kostki Rubika. Gdy miał 11 lat, jego rodzina wyemigrowała do Australii. Pracował w różnych zawodach, m.in. w myjni samochodowej i przy naprawie maszyn do szycia, następnie w organizacji brokerskiej. Następnie został zatrudniony w Hongkongu w oddziale Citibanku. Później zaczął prowadzić własną działalność gospodarczą i inwestycyjną w różnych branżach, początkowo w Australii, potem również w Wielkiej Brytanii i na Litwie. W 2014 ukończył studia z zakresu zarządzania sportem na University of Worcester.
Pod pseudonimem Tony G zajął się również profesjonalną grą w pokera, m.in. w 2006 zwyciężył w WPT Bad Boys of Poker II. Do 2014 w różnych turniejach pokerowych wygrał około 4,8 miliona dolarów.
Był również menedżerem reprezentacji Litwy w koszykówce mężczyzn (2010–2012) i attaché olimpijskim w Londynie (2012). W 2011 objął stanowisko wiceprezesa Litewskiej Federacji Koszykówki, będąc głównym sponsorem tego związku.
W 2013 Antanas Guoga dołączył do Ruchu Liberalnego Republiki Litewskiej. W wyborach w 2014 z ramienia liberałów uzyskał mandat eurodeputowanego VIII kadencji. W maju 2016 przez dwa dni pełnił obowiązki przewodniczącego partii, po czym złożył oświadczenie o wystąpieniu z tego ugrupowania. W PE zasiadał do 2019. W 2020 związał się z Partią Pracy. W tym samym roku z jej listy został wybrany do Sejmu; zrezygnował z mandatu na początku następnego roku.